# José Vázquez Fouz
José Vázquez Fouz (Lugo, 19 de diciembre de 1944) es un perito y político español.

## Biografía
Perito agrónomo, trabajó como funcionario del Ministerio de Agricultura. En el ámbito político, es miembro del, Partido Socialista de Galicia (PSdeG-PSOE), formación con la que fue elegido diputado al Congreso por la circunscripción de Pontevedra en las elecciones generales de 1979 y 1982. Como parlamentario, fue miembro de la Comisión de Agricultura del Congreso y de la Comisión Mixta de Transferencias Gobierno - Junta de Galicia, y formó parte del equipo redactor del Estatuto de Autonomía de Galicia. Posteriormente fue elegido diputado al Parlamento Europeo en las elecciones de 1987 y 1989 dentro de la candidatura del Partido Socialista Obrero Español (PSOE). De 1987 a 1989 fue vicepresidente de la Delegación para las relaciones con los países miembros de la ASEAN y la República de Corea, y de 1992 hasta 1994 de la Comisión de Agricultura, Pesca y Desarrollo Rural. Asimismo participó en las negociaciones para liberar a los pescadores secuestrados por piratas en Dajla en 1979; intervino igualmente cuando el Frente Polisario mantuvo secuestrados en Tinduf a quince pescadores del pesquero Gargomar en octubre de 1980, así como actuó de mediador del gobierno español en el secuestro del Alakrana por piratas somalíes en octubre de 2009.
Maestro masón y miembro de la logia gallega "Atlántica", ha impulsado su apertura a la sociedad para captar nuevos miembros "para mantener viva la llama de una sociedad cargada de simbolismo".